# Porozal
Porozal es un distrito del cantón de Cañas, en la provincia de Guanacaste, de Costa Rica.

## Historia
Porozal fue creado el 30 de noviembre de 1995 por medio de Decreto Ejecutivo 24809-G. Segregado de Cañas.

## Geografía
Porozal cuenta con un área de 110,91 km² y una altitud media de 35 m s. n. m.

## Demografía
Para el año 2022, Porozal cuenta con una población estimada de 862 habitantes, y para el último censo efectuado, en 2011, Porozal contaba con una población de 669 habitantes.

## Localidades
- Poblados: Brisas, Eskameca (parte), Guapinol, Pozas, Puerto Alegre, Quesera, Santa Lucía, Taboga (parte), Tiquirusas.

## Transporte

### Carreteras
Al distrito lo atraviesan las siguientes rutas nacionales de carretera:
- Ruta nacional 18